# Sandra Schmitt
Sandra Schmitt (Mörfelden-Walldorf, 26 de abril de 1981-Kaprun, 12 de noviembre de 2000) fue una deportista alemana que compitió en esquí acrobático.
Ganó una medalla de oro en el Campeonato Mundial de Esquí Acrobático de 1999, en la prueba de baches en paralelo.
Falleció a los 19 años en el accidente de funicular acontecido en la localidad de Kaprun, al quedar atrapada junto con sus padres en el incendio de la cabina del funicular.

## Medallero internacional
| Campeonato Mundial | Campeonato Mundial | Campeonato Mundial | Campeonato Mundial |
| Año                | Lugar              | Medalla            | Prueba             |
| ------------------ | ------------------ | ------------------ | ------------------ |
| 1999               | Meiringen (Suiza)  | Medalla de oro     | Baches en paralelo |